# Schefflera ciliatifolia
Schefflera ciliatifolia är en araliaväxtart som beskrevs av Pedro Fiaschi och David Gamman Frodin. Schefflera ciliatifolia ingår i släktet Schefflera och familjen araliaväxter. Inga underarter finns listade.